# Coccinelle asiatique
Harmonia axyridis
Espèce
La Coccinelle asiatique (Harmonia axyridis) est une espèce de coccinelles aphidiphages (qui se nourrit de pucerons), originaire de Chine. Dès le début du XXe siècle, mais surtout plus massivement vers la fin des années 1980, elle a été importée en Europe et aux États-Unis pour la lutte biologique. Son comportement, sa prolificité et sa voracité en font désormais une espèce envahissante nuisible pour les coccinelles autochtones qu'elle tend à éliminer.

## Description

### Morphologie
Le mâle est plus petit que la femelle, avec des tailles variant de 4,9 à 8,2 mm de long et de 4 à 6,6 mm de large.

### Motifs et coloration

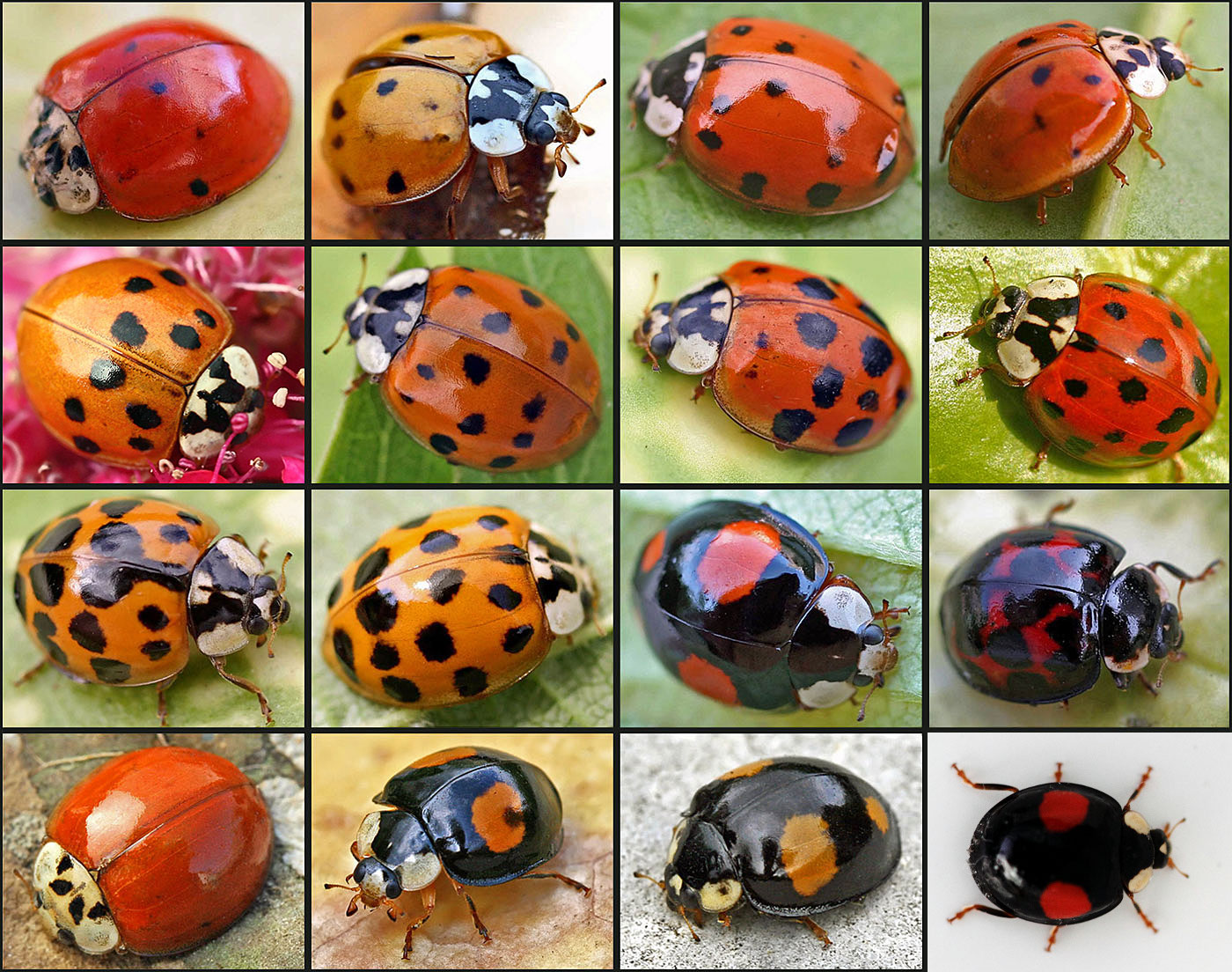
Colorations de la coccinelle asiatique.

Cette coccinelle présente une large gamme de coloris, allant du rouge à points noirs au noir à points rouges, en passant par de nombreuses nuances de jaune. Les élytres sont ornés de zéro à 19 points.
Ces coléoptères peuvent être difficiles à identifier en raison de leurs variations de couleur, de la taille des taches et du nombre de taches sur les élytres. La façon la plus facile d'identifier H. axyridis f. succinea est de regarder le pronotum et de voir si les marques noires ressemblent à une lettre « W » ou « M ». Cette espèce a plus de marques blanches sur le pronotum que la plupart des espèces indigènes d'Amérique du Nord, bien que cette caractéristique ne soit pas utile lorsqu'on tente de la séparer des espèces d'autres parties du monde.

### Autécologie
Elle se nourrit de pucerons, de psylles et de cochenilles, avec une voracité plus importante que celle des espèces autochtones utilisées jusqu'alors, surtout aux stades larvaires 3 et 4 (jusqu'à 100 pucerons par jour).
Dans le cadre des importations dans les pays occidentaux pour la lutte biologique, il s'est avéré qu'elle s'attaquait également aux autres coccinelles locales, à d'autres insectes et aux fruits abimés des vergers.

### Reproduction
Prolifiques, les femelles de cette espèce peuvent pondre jusqu'à 2 500 œufs durant leur vie, et même en laboratoire jusqu’à 3 819 œufs à un taux de 20 à 30 œufs/jour (25,1 œufs par jour en moyenne), mais Stathas (2001) estime la fécondité normale plus basse (moins de 1 700 œufs).

### Stades de développement
Les œufs fraîchement pondus sont jaune pâle et ovales et ils mesurent 1,2 millimètre de long. Ils deviennent jaune plus foncé avec le temps, puis gris-noir environ 24 heures avant d’éclore.
Au premier stade, la larve mesure de 1,9 à 2,1 mm puis grandit jusqu’à 7,5 à 10,7 mm dans le quatrième stade (Sasaji, 1977), parfois moins. 
Les larves sont ornées de nombreux spicules dont les fonctions ne sont pas connues. Sur l'abdomen, les spicules dorsaux se terminent en une triple fourche, alors que les spicules des côtés (dorso-latéraux) sont doubles. La coloration de la larve change à chaque stade larvaire, passant d’une couleur généralement noirâtre foncée pour les premiers stades, et EL-Gantiry (1999) citent une tache rouge au centre du sixième segment abdominal.
Au second stade, les côtés (zone dorso-latérale) sont ornés d’une tache orange ou les premiers et seconds segments abdominaux (selon Sasaji et Rhoades déjà cités).
Au troisième stade, la coloration orange couvre les domaines latéraux dorsaux et dorsaux du premier segment abdominal et des domaines latéraux dorsaux des deuxième à cinquième segments abdominaux.
Le quatrième stade présente les mêmes taches orange sur fond noirâtre qu’au  3e stade, mais les spicules des secteurs dorsaux des quatrième et cinquième segments abdominaux sont également orange (Sasaji, déjà cité).
Comme souvent chez les Coccinellinae, la chrysalide est accrochée à une feuille ou branchette sans être protégée du soleil, des intempéries ou prédateurs. Les restes d’exuvie du quatrième stade sont attachés à l'extrémité postérieure de la chrysalide, au point d’attache sur le substrat.

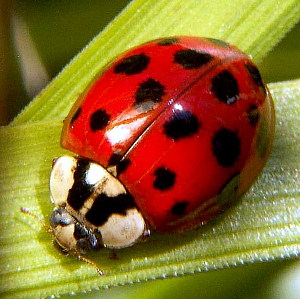
Harmonia axyridis, dont la couleur et la forme des points sont fortement variables.
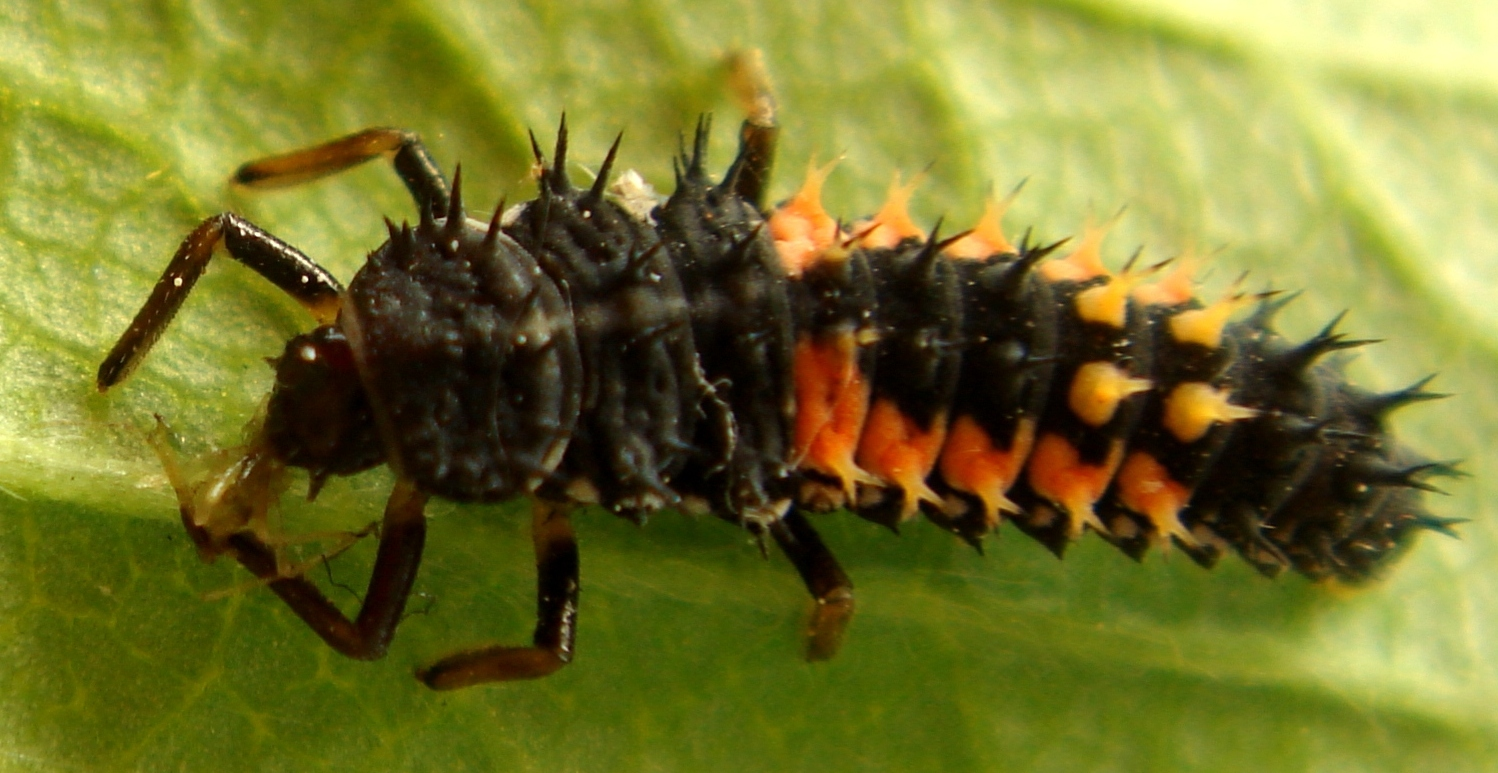
Larve se nourrissant de pucerons. Les couleurs indiquent que la larve est à son quatrième stade de développement.
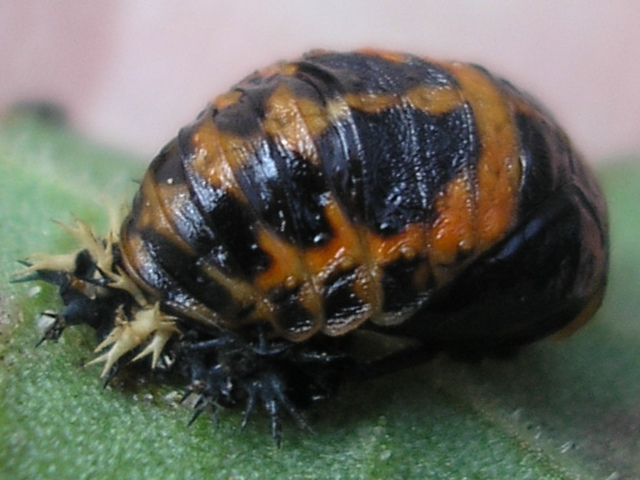
Pupe, dernier stade de transformation de la larve, fixé au feuillage ou à un tronc, équivalent au stade « chrysalide » des papillons.
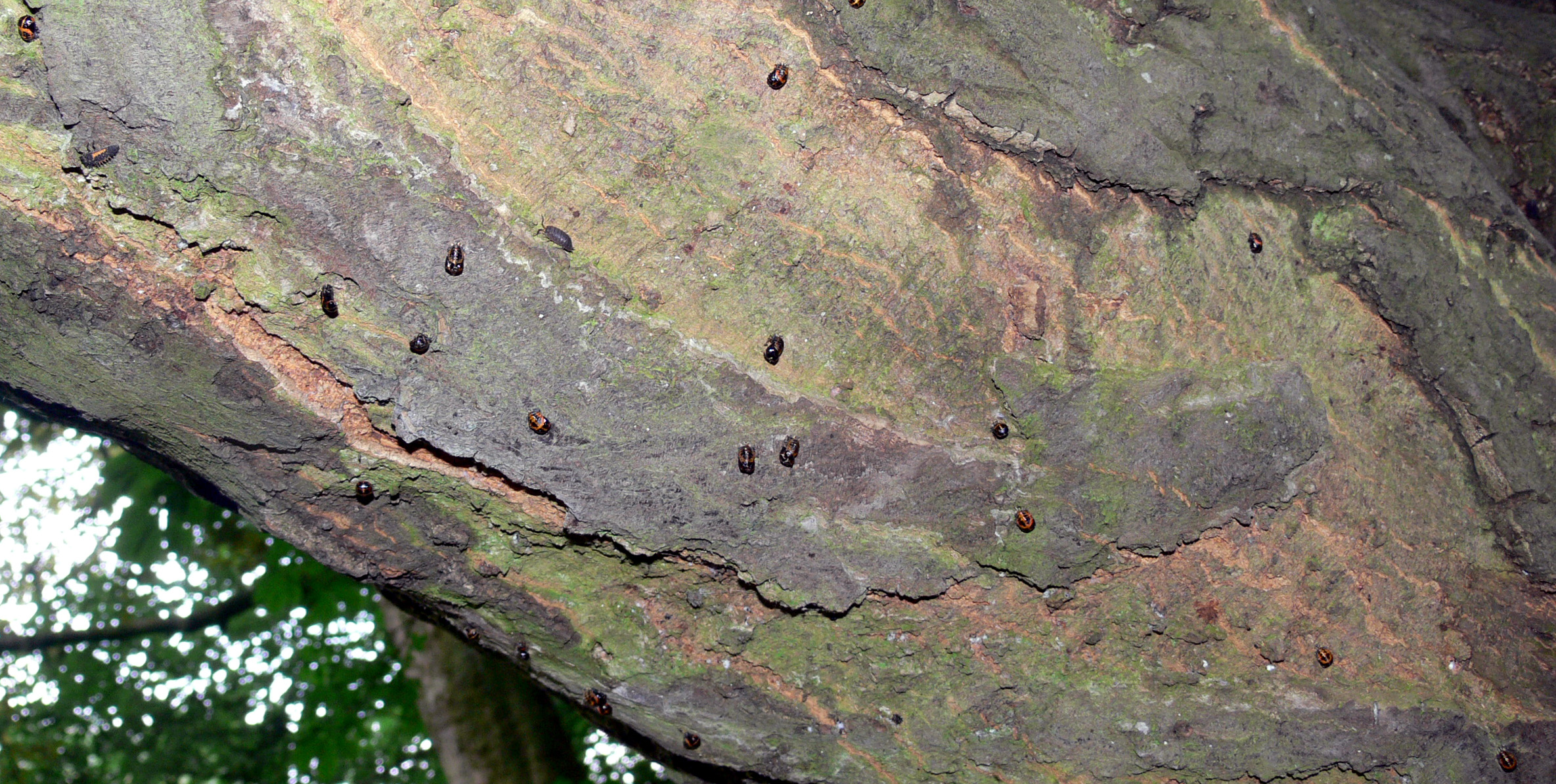
Pupes sous une grosse branche de charme.
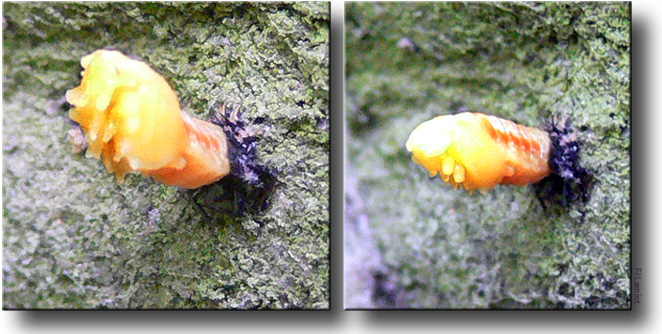
Périodiquement, la pupe fixée par l'arrière sur le substrat est animée d'un mouvement brusque. Elle se dresse une ou quelques secondes puis reprend sa position.
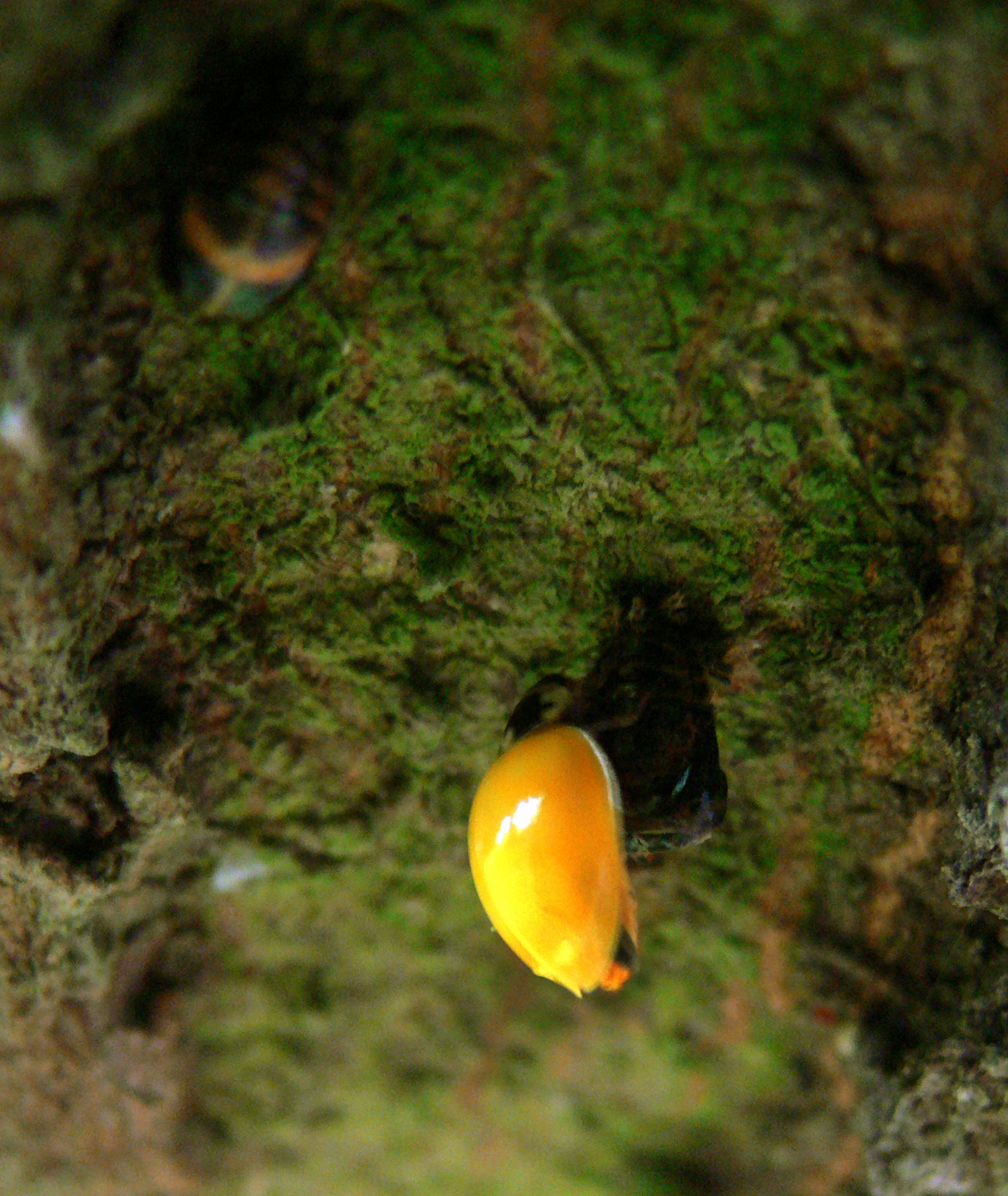
Les élytres de la jeune coccinelle encore accrochée aux restes de sa pupe, sont jaunes. Seule la tête est colorée. Les taches apparaitront progressivement dans les premières heures de sa vie d'adulte.
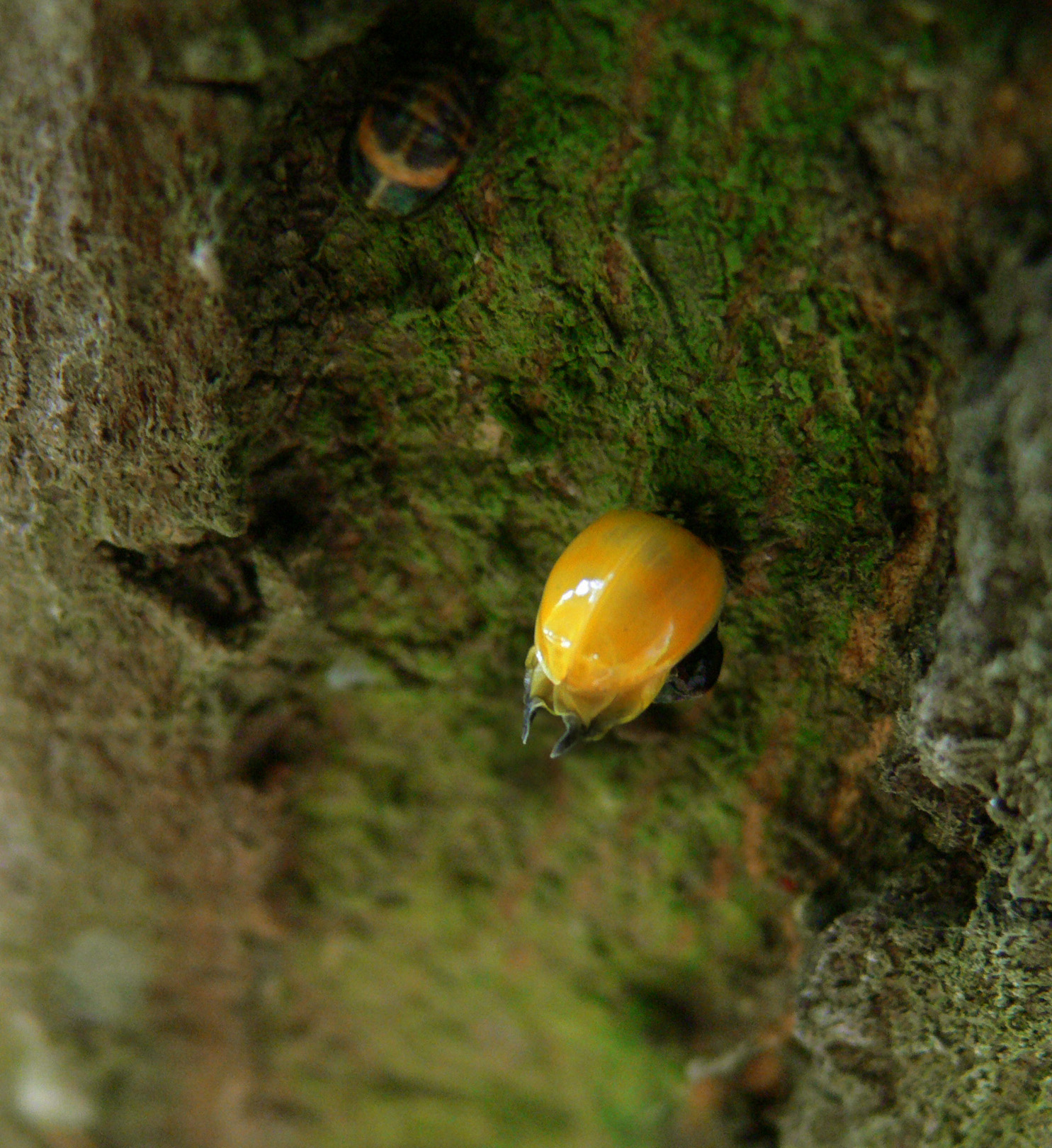
Alors que des taches apparaissent — à peine visibles — sur les élytres, les ailes commencent à apparaître sous les élytres.
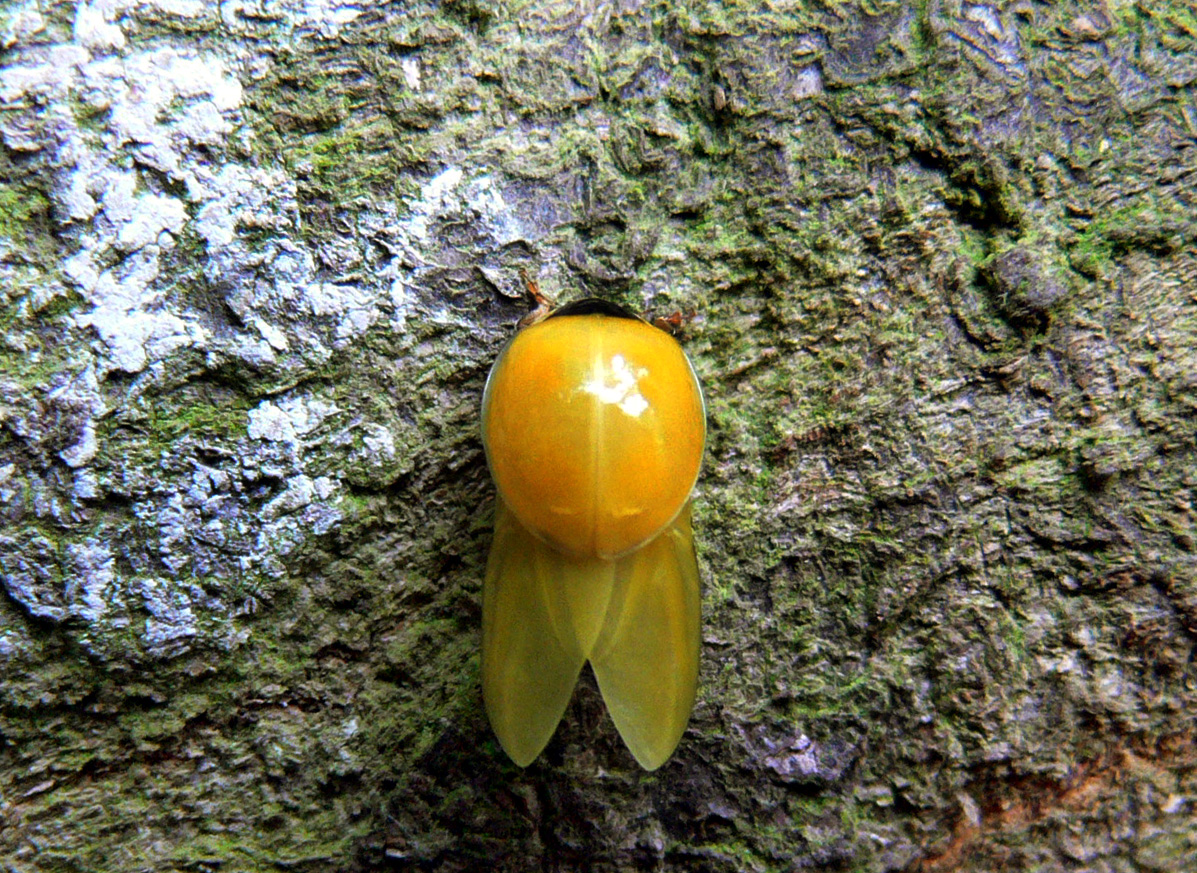
Au stade suivant les ailes se déplient et se forment. La coccinelle doit les sécher durant plusieurs heures. Leur couleur jaune signale aux prédateurs une toxicité ou un mauvais goût.
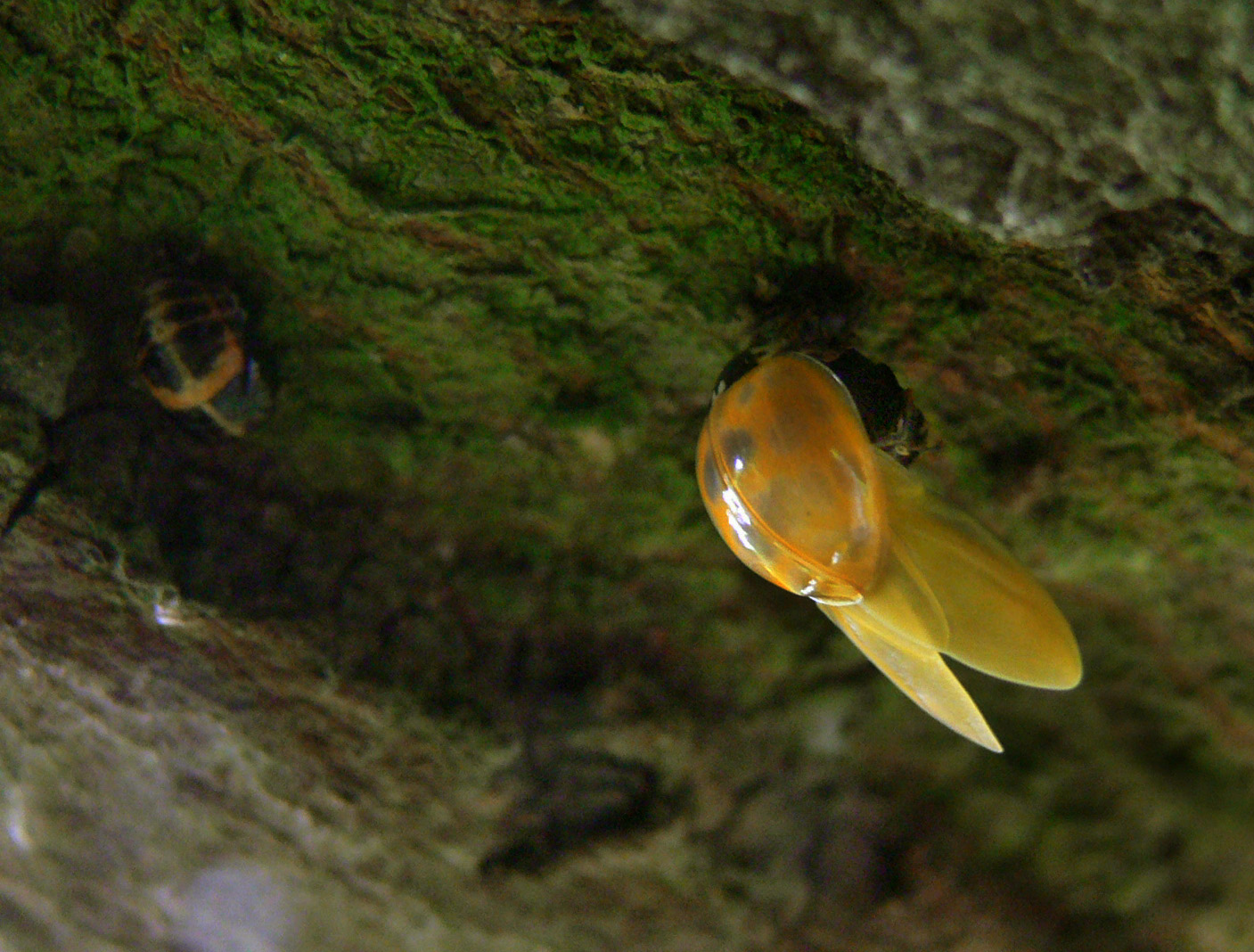
Les taches apparaissent plus nettement.
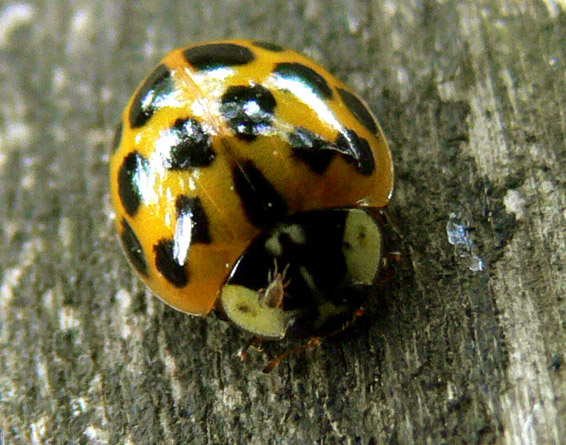
La jeune coccinelle a acquis sa coloration définitive. Noter ici un acarien visible sur son pronotum, lequel porte une forme de W, fréquente chez la coccinelle asiatique.
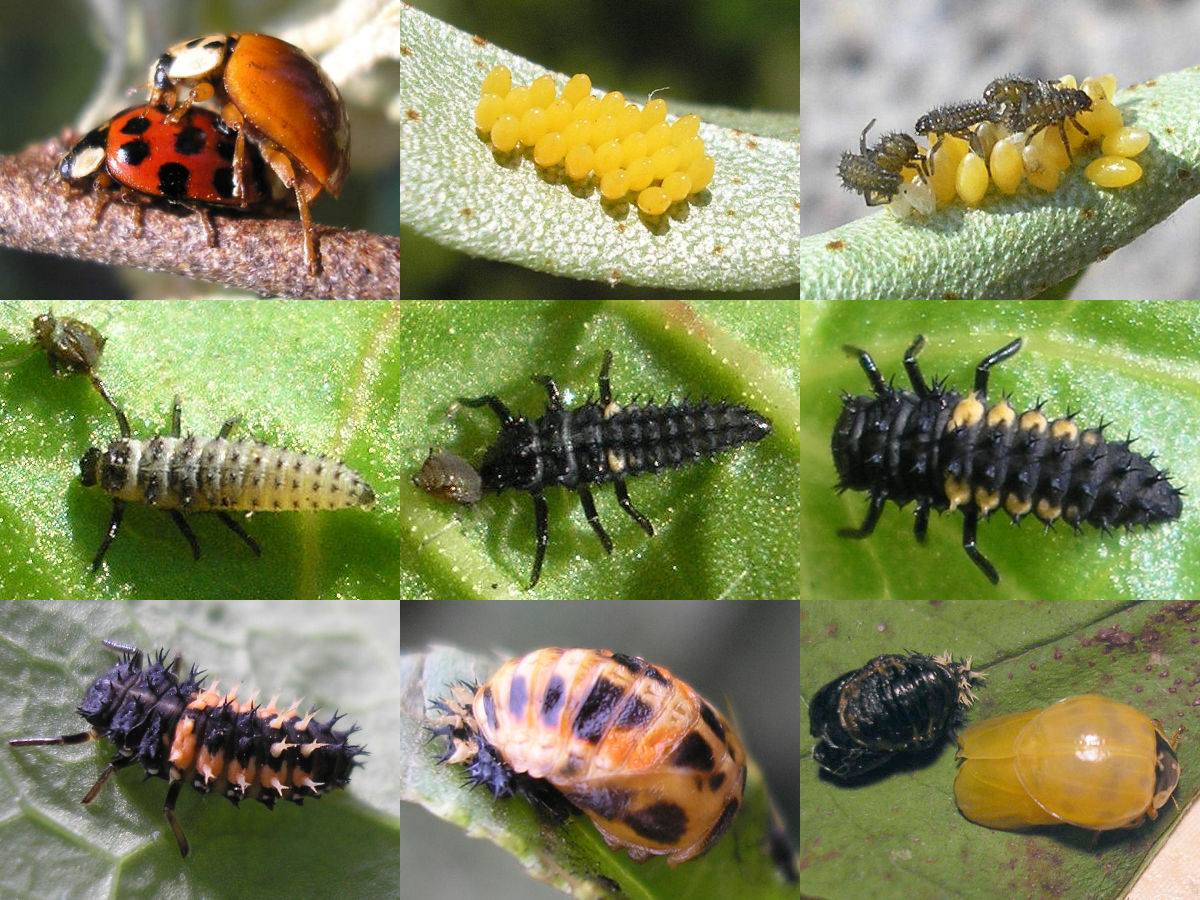
Tous les stades de développement.
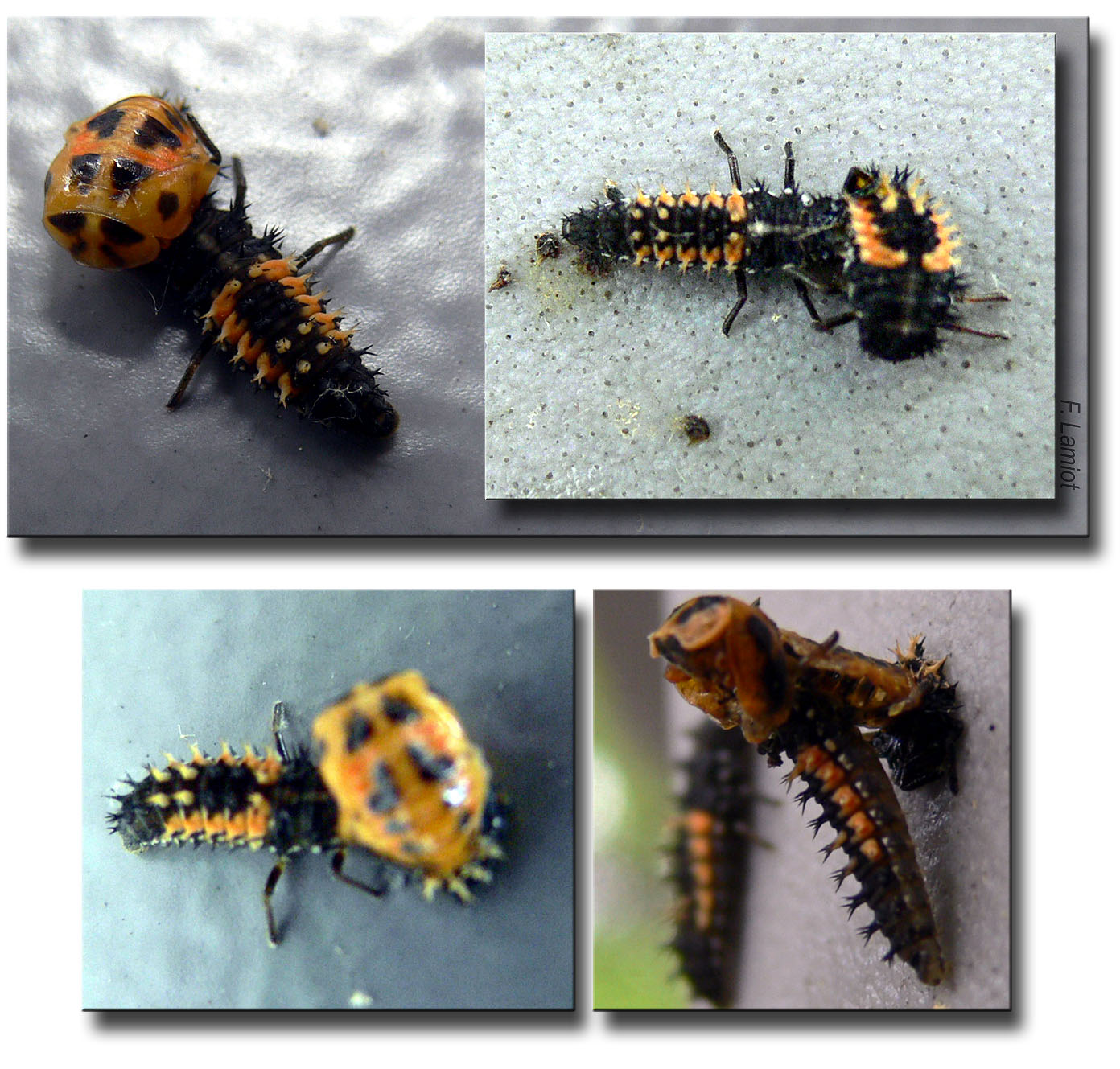
Cannibalisme ; occasionnellement observé chez les larves.

- Développement : Selon Hodek, 1973[9], pour des individus biens nourris et maintenus à 26 °C, La larve éclot (en moyenne) après 2,8 jours, le premier stade dure 2,5 jours, le second 1,5 jour, le troisième 1,8 jour et le quatrième 4,4 jours. La chrysalide donne un adulte après 4,5 jours.
Les hivers doux et le réchauffement climatique pourraient favoriser l'espèce (mais plus que d'autres ?). En conditions expérimentales, il a en effet fallu 267,3 jours pour passer du stade œuf à l'adulte à 11,2 °C (expérience faite aux États-Unis)[10], et 231,3 jours à 10,5 °C en France[11] les larves étant plus petites lorsqu’elles se développent à basse température[12].
Le développement est accéléré si les aphidés (pucerons) sont abondants. Hukusima et Ohwaki (1972).
Les espèces d’aphidés consommés influent également sur la vitesse de développement des larves à tous les stades, ainsi que la fécondité de l’adulte[13].

L’adulte vit normalement de 30 à 90 jours selon la température (EL-Sebaey et EL-Gantiry, 1999, Soares et autres., 2001), mais certains adultes ont vécu trois ans.

### Comportement

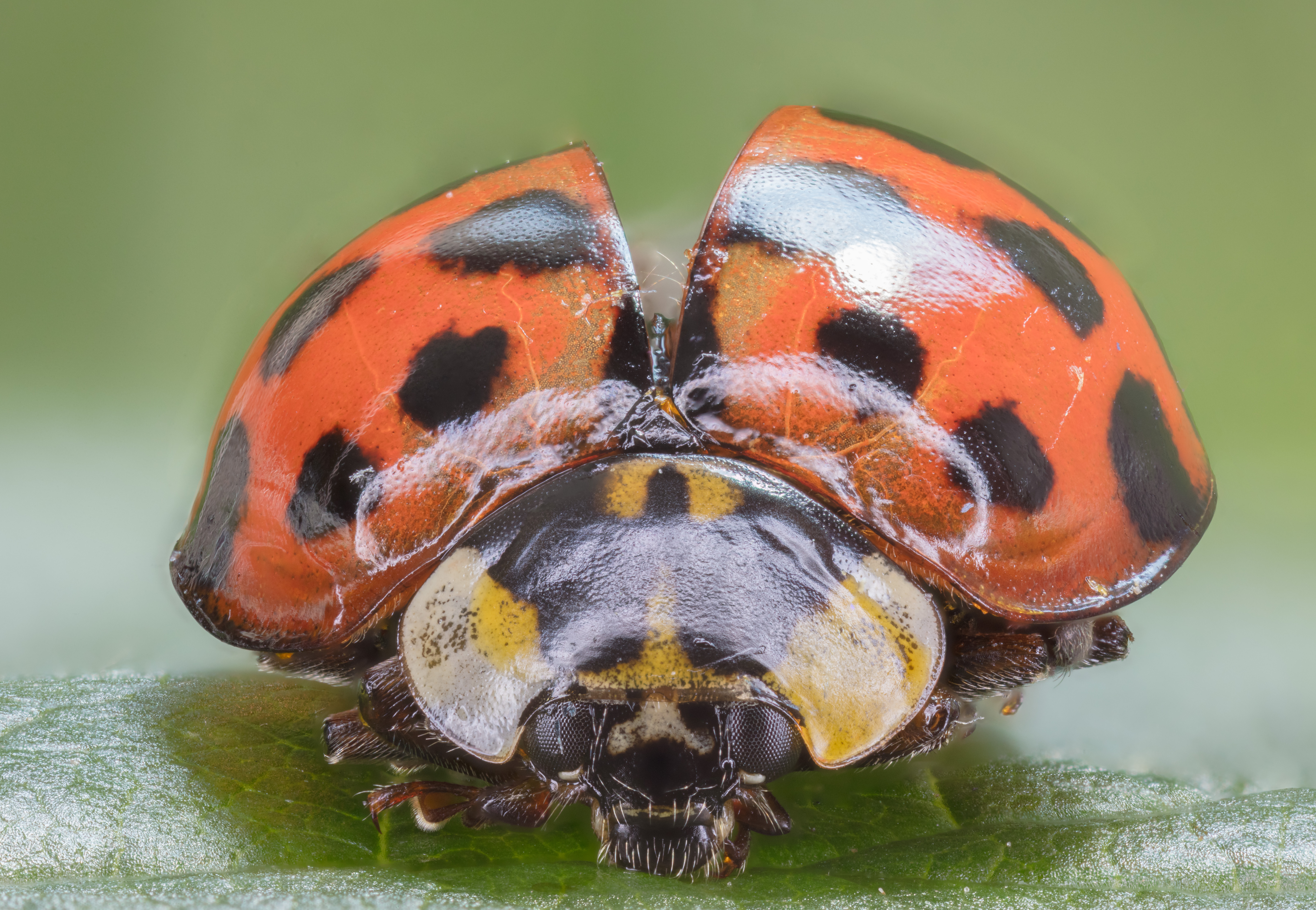
Photo macro.

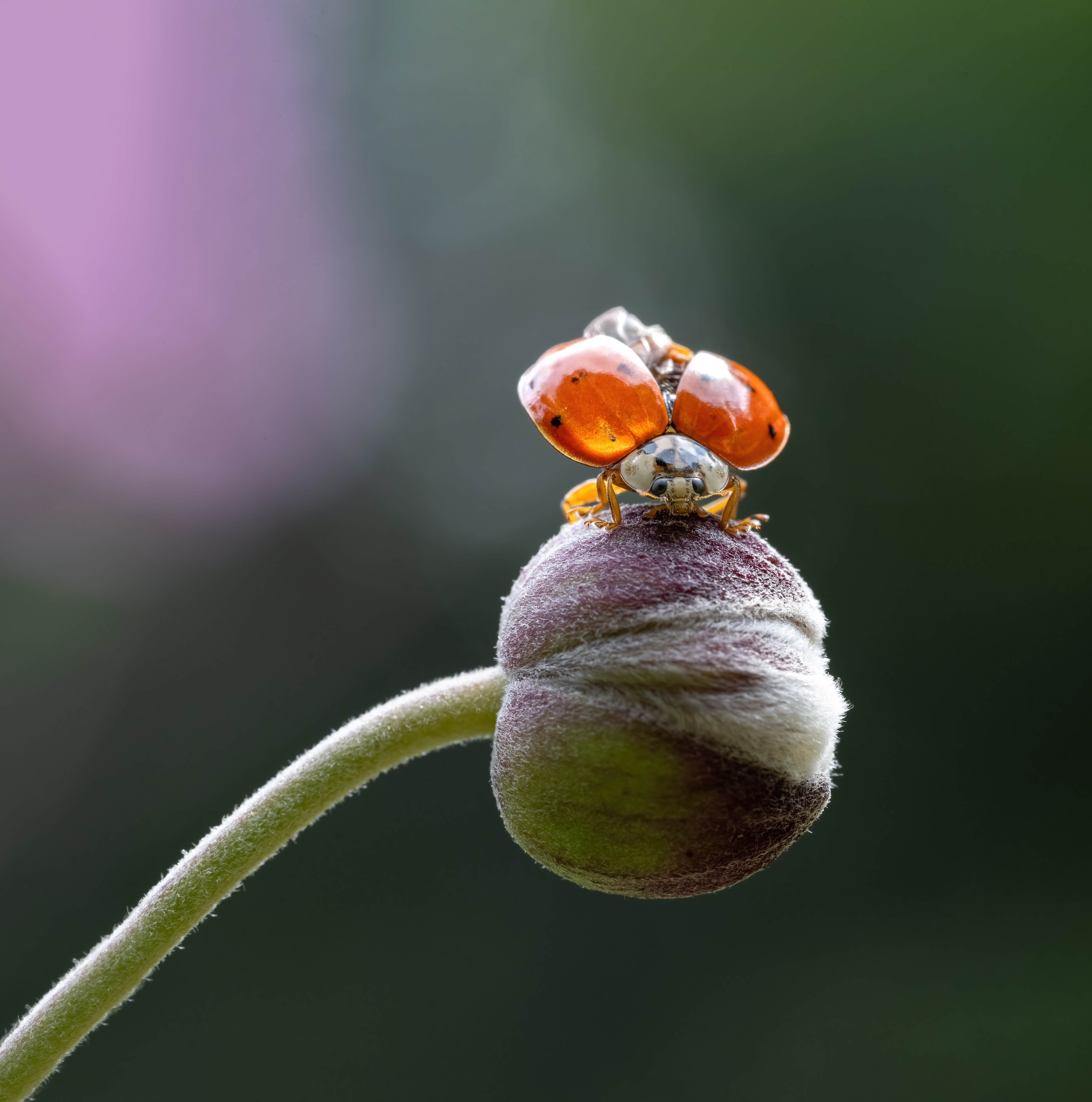
Une coccinelle asiatique, var. succinea, dans le parc du Bois-de-Coulonge, Québec. Septembre 2023.

Harmonia axyridis devient dormant pendant les mois les plus frais, mais il se déplace dès que la température atteint environ 10 °C. Comme les coléoptères utilisent les crevasses et d'autres espaces frais, secs et confinés pour passer l'hiver, un grand nombre d'entre eux peuvent se rassembler à l'intérieur des murs si l'ouverture est suffisamment grande.
On observe souvent de grands rassemblements en automne. Les coléoptères disposent de phéromones pour se signaler les uns aux autres. Cependant, de nombreux indices d'agrégation sont visuels et permettent de repérer des sites à longue distance (structures de couleur claire qui se distinguent de leur environnement) et à courte distance (agrégations préexistantes à rejoindre). Les hydrocarbures non volatils à longue chaîne déposés par les agrégations précédentes jouent également un rôle important dans la sélection des sites. Les indices visuels et les hydrocarbures sont plus importants que les phéromones volatiles[réf. souhaitée].
Les coléoptères se rassemblent souvent dans des zones ensoleillées en raison de la chaleur disponible, de sorte que même lors de journées d'hiver assez froides, certains coléoptères en hibernation se « réveilleront » en raison du chauffage solaire. Les grandes populations peuvent être problématiques car elles peuvent former des essaims et s'attarder longtemps dans une zone. Les coléoptères peuvent former des groupes qui restent dans les coins supérieurs des fenêtres. On a également constaté que ce coléoptère est attiré par les matériaux de protection sombres pour sa chaleur. Il a une bonne vue ; il reviendra d'un endroit où il a été déplacé, et est connu pour donner une petite morsure s'il est provoqué.
Harmonia axyridis, comme d'autres coccinelles, utilise l'isopropyl méthoxy pyrazine comme produit chimique défensif pour dissuader la prédation, et transporte également ce produit chimique dans son hémolymphe à des concentrations beaucoup plus élevées que de nombreuses autres espèces de coccinelles, ainsi que des composés défensifs spécifiques à l'espèce ou au genre comme l'harmonine. Ces insectes se mettent à saigner par réflexe lorsqu'ils sont agités, en libérant de l'hémolymphe par leurs pattes. Le liquide a une odeur fétide (semblable à celle des feuilles mortes), un goût amer et peut tacher les matériaux poreux. Certaines personnes ont des réactions allergiques, y compris la rhinoconjonctivite allergique lorsqu'elles sont exposées à ces coléoptères. Occasionnellement, les coléoptères piquent les humains, vraisemblablement pour tenter d'acquérir du sel, bien que de nombreuses personnes ressentent une sensation de piqûre lorsqu'un coléoptère se promène sur la peau. Les morsures ne font normalement pas plus de mal qu'elles ne causent d'irritation, bien qu'un petit nombre de personnes soient allergiques aux morsures.

## Aire de répartition
Cette espèce est présente en Asie, en Amérique du Nord et du Sud, et en Afrique. Elle a été introduite en Europe et aux États-Unis

### Distribution indigène présumée
Elle est large : des chaînes de l’Altaï à l'ouest à la côte Pacifique dans l'Est, et du Sud Sibérie au nord de la Chine méridionale.

### Distribution actuelle
La première population repérée en Amérique du Nord date de 1988. Cette coccinelle s’est rapidement montrée invasive, colonisant dans les années 1980 une grande partie des États-Unis (hormis au début des années 2000) le Montana, le Wyoming et quelques régions du sud-ouest des États-Unis (données non publiées citées par l'entomologiste RL Koch, dans une bibliographie d'octobre 2003). Elle semble en voie d'occuper la niche écologique de nombreuses espèces parmi les 475 espèces de Coccinellidae vivant du Mexique à l’Alaska. En Europe, notamment en Transylvanie (Roumanie), d'importantes populations ont été observées en 2023 et à l'automne 2024.

## Classement systématique
Après une histoire taxonomique mouvementée, cette coccinelle atypique est actuellement classée dans la tribu Coccinellini de la famille Coccinellidae après avoir été initialement (1773) nommée Coccinella axyridis Pallas, puis, et/ou Coccinella bisex-notata Herbst, 1793, Coccinella 19-sinata Faldermann, 1835, Coccinella conspicua Faldermann, 1835, Coccinella aulica Faldermann, 1835, Harmonia spectabilis Falderman, 1835, Coccinella succinea Hop, 1845, Anatis circe Mulsant, 1850, et Ptychanatis yedoensis Takizawa, 1917.
On lui a découvert de nombreuses sous-espèces, polymorphismes et aberrations de couleurs (Korschefsky, 1932). Certaines souches ont fait l'objet d'élevages et de sélections pour produire des auxiliaires de l'agriculture, avec notamment des souches aptères et/ou particulièrement voraces (mais qui se sont ensuite montrées agressives envers d'autres espèces que les pucerons, y compris d'autres coccinelles sauvages). 
En anglais, son nom commun est multicolored Asian lady beetle (« coccinelle asiatique multicolore ») ou parfois Halloween beetle en Amérique du Nord ; en raison du grand nombre d’individus qui se rassemblent pour la migration d’automne, fin octobre, à l'époque d'Halloween en Amérique du Nord.

## Un symbole de la lutte biologique
Érigée en symbole de la lutte biologique contre les « ennemis des cultures » tels que les pucerons, la coccinelle asiatique a été importée d'Asie pour cet usage. Des essais d’utilisations contre les pucerons ont été faits en Amérique du Nord dès la Première Guerre mondiale ; en 1916, puis partout dans l'hémisphère nord et en Amérique du Sud.
En raison des espoirs qu’elle a suscités en matière de lutte intégrée contre les pucerons, c’est la coccinelle qui a été au XXe siècle la plus étudiée dans le monde, d’abord en Asie et à partir d’échantillons de souches indigènes chinoises avec par exemple des publications de Hukusima et Kamei en 1970, Hukusima et Ohwaki en 1972, Yasumatsu et Watanabe en 1964, et à partir des années 1980 par des chercheurs européens et nord-américains (des aspects génétiques et concernant sa place dans l’évolution à la dynamique de population en passant par ses capacités en matière de lutte biologique intégrée), puis pour ses impacts potentiels sur des espèces non-cible (dont coccinelles autochtones) quand certaines souches introduites se sont montrées très proliférantes. Cette espèce est scientifiquement plus connue que d'autres, mais on explique encore mal son caractère envahissant.

## Espèce envahissante

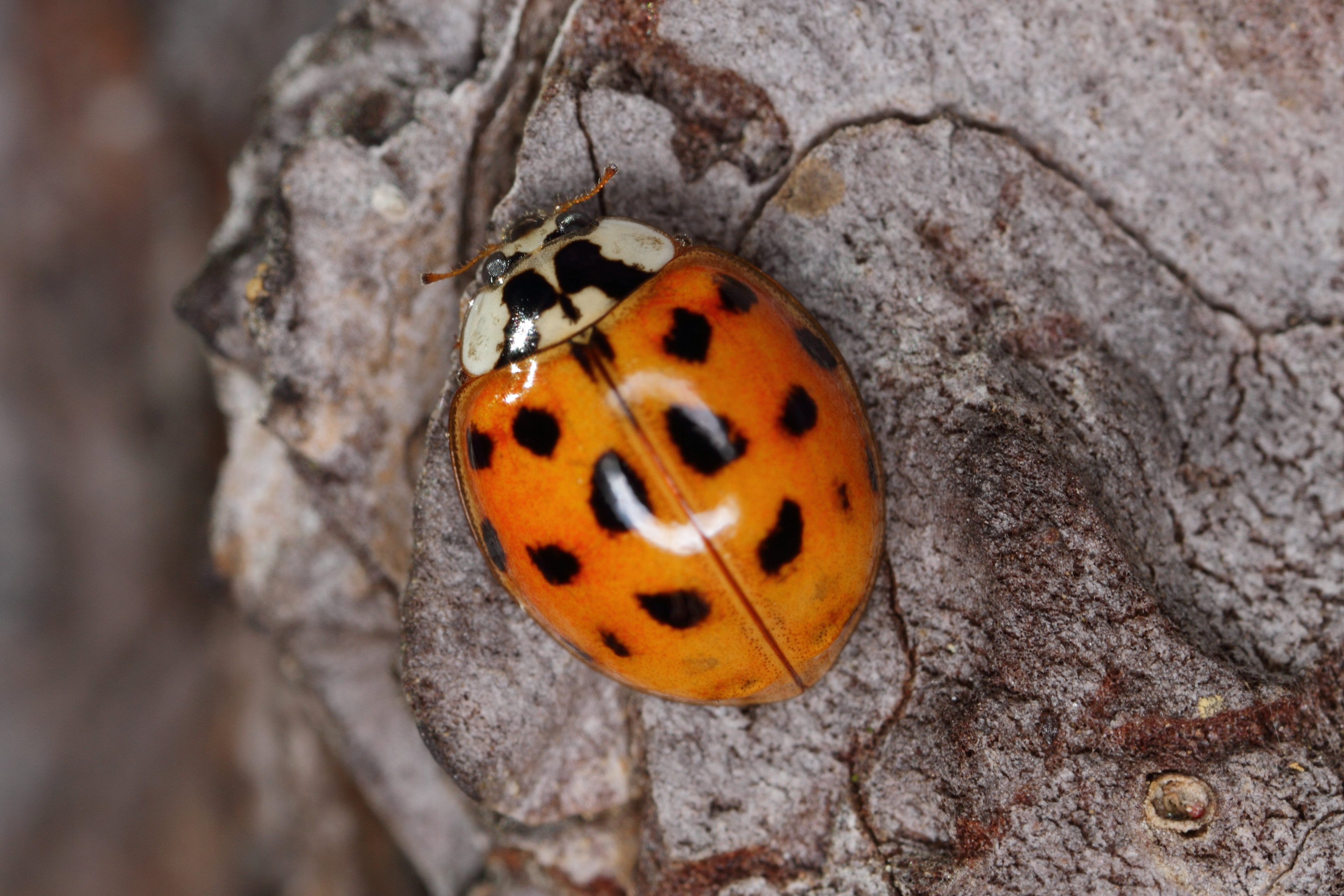
Coccinelle asiatique.

Après être restée discrète pendant plusieurs décennies, elle s'est rapidement montrée envahissante. Un premier foyer d'invasion a été détecté en Amérique du Nord-Est en 1988, puis un second en Amérique du Nord-Ouest en 1991. En 2001, deux populations envahissantes ont été observées en Amérique du Sud (Argentine) et en Europe (Belgique) tandis qu’un foyer était observé en Afrique du Sud en 2004. En Belgique par exemple, la vente de l'espèce a été stoppée, mais la coccinelle asiatique est devenue la coccinelle la plus répandue à Bruxelles et en 2006-2007 elle a beaucoup progressé dans le nord de la France. En 2010, les routes d’invasion d'Harmonia axyridis ont été retracées à l’aide de marqueurs génétiques. Les résultats montrent que l’aire native (Asie) est à l’origine de deux foyers principaux en Amérique du Nord-Est et du Nord-Ouest. Ces deux introductions sont donc indépendantes, mais il est impossible de savoir si elles sont accidentelles ou proviennent de populations utilisées en lutte biologique. Les foyers invasifs d’Amérique du Sud et d’Afrique du Sud proviennent de la zone envahie en Amérique du Nord-Est. Enfin, les populations envahissantes en Europe de l’Ouest sont issues d’un mélange entre des individus provenant d’Amérique du Nord-Est et des individus utilisés en Europe pour la lutte biologique, avec une contribution génétique de l’ordre de 40 % pour ces derniers.

### Vecteur de parasites et perturbateur de l'écosystème
La coccinelle asiatique menace ses cousines européennes. Certains scientifiques pensaient que l’harmonine, une molécule présente dans les œufs des coccinelles asiatiques, pouvait empoisonner les coccinelles européennes, qui se nourrissent d’œufs la contenant. Cependant, une étude de 2013 a révélé que les coccinelles asiatiques sont en fait porteurs sains de microsporidies, un parasite mortel pour les autres coccinelles. Selon Nancy Moran, chercheuse à l'université Yale aux États-Unis, ce n’est pas la première fois que l'on entend parler d’un tel mécanisme. En effet, les chercheurs suspectent également les microsporidies d’être à l’origine du déclin de certains bourdons d’Amérique du Nord. L’introduction de coccinelles asiatiques sur les sols européens est l’un des meilleurs exemples de lutte biologique mal contrôlée.

### Dommages œnologiques
La coccinelle asiatique est considérée comme un nuisible en œnologie. Elle peut se regrouper dans les grappes de raisin à l'automne, et être présente dans les moûts. Elle confère alors au vin lors de sa dégustation des défauts organoleptiques comme de l'amertume, ou des flaveurs herbacées et de verdeur. La cause des déviances semble être la contamination par l'hémolymphe des coccinelles, contenant de l'isopropyl-méthoxypyrazine (en), relargué avec le stress induit par l'opération de vendange. La méthoxypyrazine (en) se retrouve habituellement responsable de goûts herbacés, de poivrons, dans les vins,.

## Maladies et parasites
Au vu des dégâts qu'elle occasionne, ses maladies et parasites font l'objet d'étude pour identifier des moyens de limiter sa prolifération. Les principales maladies et parasites sont les suivants: 
- Hesperomyces virescens : un champignon ectoparasite des coccinelles, de la famille des Laboulbeniaceae, fréquent sur Harmonia axyridis, mais dont l'impact est faible[39];
- Coccipolipus hippodamiae : un acarien de la famille des Podapolipidae, qui touche différentes espèces de coccinelles, et peut rendre les femelles stériles[40];

- Parasitylenchus bifurcatus : un nématode endoparasite de la famille des Allantonematidae, qui infecte différentes espèces de coccinelles.
- Beauveria bassiana :  un champignon Sordariomycetes, de la famille des Cordycipitaceae, qui s'attaque à des coccinelles; Harmonia axyridis se montre toutefois plus résistante que d'autres espèces[41],[42].

Les recherches doivent cependant continuer.

## Biochimie
Harmonia axyridis sécrète un certain nombre de composés défensifs, dont l'un, la (9Z,17R)-9-Octadécène-1,17-diamine (harmonine) a été isolé de son hémolymphe. Cette molécule a été signalée comme ayant une activité antimicrobienne à large spectre qui inclut les pathogènes humains. L'activité antibactérienne est plus prononcée contre les mycobactéries à croissance rapide et Mycobacterium tuberculosis, et la croissance des deux souches de Plasmodium falciparum résistantes à la chloroquine est également inhibée.